# Cinéma bahreïnien
 (mai 2023).
Le cinéma bahreïnien est petit, mais déjà dynamique : le premier ciné-club existe depuis 1980. Et un festival depuis peu[Quand ?].
La Bahrein Film Production Company, créée en 2006, soutient l'ensemble de l'industrie du film de Bahreïn et du cinéma arabe.
De nombreux courts métrages ont été réalisés, et environ cinq longs métrages.
Les salles de cinéma proposent des films d'origine indienne, américaine et arabe : Hollywood et Bollywood.
La consommation de DVD n'est pas encore limitée, pas plus que celle de films sur les chaînes satellitaires ou internet.

## Films (au moins partiellement) tournés à Bahreïn
- The Barrier (1990)
- Ajnabee (2001), film indien situé dans plusieurs pays, dont Bahreïn,
- Muscle afghan (2006), documentaire danois et afghan, long métrage, sur un groupe de bodybuilders afghans en voyage au Moyen-Orient.
- Cinéma 500 km (2006), documentaire arabe saoudien, long-métrage, sur un jeune fan de films arabes qui se rend à Manama pour voir une salle de cinéma, étant donné qu’il n'y en a aucune en Arabie Saoudite).
- A Bahraini Tale (en) (2006)
- Dead Sands (en) (2013)

## Réalisateurs bahreïniens
- Khalifah Shaheen : le premier cinéaste bahreïnien.
- Bassam Al-Thawadi : réalisateur de la première fiction bahreïnienne en 1990 : La barrière (1990), Visiteur (2004), Un conte de Bahreïn (2006).
- Mohammed BuAli : réalisateur seconde génération, courts-métrages à partir de 2006 : Between Them (2006), From The West (2007), Absence(2008), The Good Omen (2009), Canary (2010).
- Hussain Al-Hulaibi[1] : homme de théâtre, réalisateur de deux fictions : For Girls (2008), Longing (2010).
- Hussain Al-Riffaei : deux courts-métrages sur un scénario de Ameen Saleh: Dinner (2008), The Cage (2009).
- Zeeshan Jawed Shah (ar).
- Saleh Nass.